# Aaron Nichols Skinner
Aaron Nichols Skinner (* 10. August 1845 in Boston, Massachusetts; † 14. August 1918 in Framingham, Massachusetts) war ein US-amerikanischer Astronom.

## Leben
Skinner war von 1867 bis 1870 Assistent am Dearborn Observatory unter Truman Henry Safford. Von 1870 bis 1898 Assistent am Naval Observatorium in Washington und schließlich ab 1898 Professor der Mathematik des Naval Observatoriums.